# Equazione di Legendre
In matematica, l'equazione di Legendre, il cui nome si deve a Adrien-Marie Legendre, è l'equazione differenziale lineare del secondo ordine
{\displaystyle (1-x^{2})y''-2xy'+ky=0\qquad x\in (-1,1).}
Si tratta di un problema di Sturm-Liouville con {\displaystyle p(x)=1-x^{2}}, {\displaystyle q(x)=0} e coefficiente uguale a 1. Si può scrivere anche nella forma:
{\displaystyle ((1-x^{2})y')'+ky=0}

## L'equazione
Nella forma più generale:
{\displaystyle (1-x^{2})^{2}y''-2x(1-x^{2})y'+((l^{2}+l)(1-x^{2})-\alpha ^{2})y=0}
oppure:
{\displaystyle (1-x^{2})^{2}y''-2x(1-x^{2})y'+((l^{2}+l)(1-x^{2})+\alpha ^{2})y=0}
Le loro soluzioni generali, chiamate armoniche sferiche, sono esprimibili come combinazione lineare:
{\displaystyle y(x)=C_{1}y_{1}(x)+C_{2}y_{2}(x)}
dove {\displaystyle y_{1}(x)} e {\displaystyle y_{2}(x)} sono soluzioni parziali linearmente indipendenti, chiamate funzioni sferiche.
L'equazione di Legendre è legata all'equazione di Laplace in coordinate sferiche:
{\displaystyle {\frac {\partial ^{2}{Y(\theta ,\varphi )}}{\partial {\theta }^{2}}}+\cot(\theta ){\frac {\partial {Y(\theta ,\varphi )}}{\partial {\theta }}}+{\frac {1}{\sin ^{2}{\theta }}}{\frac {\partial ^{2}{Y(\theta ,\varphi )}}{\partial {\varphi }^{2}}}+l(l+1)Y(\theta ,\varphi )=0}
con la condizione al contorno:
{\displaystyle Y(\theta ,\varphi +2\pi )=Y(\theta ,\varphi )}
dove {\displaystyle l} è un intero positivo. Si tratta di un classico problema fisico a simmetria sferica, trattato nelle coordinate polari {\displaystyle r,\theta ,\varphi }, ed è facilmente risolubile tramite il metodo della separazione delle variabili. Cioè, supponendo che la soluzione sia una funzione data dal prodotto di due funzioni indipendenti:
{\displaystyle Y(\theta ,\phi )=\Theta (\theta )\Phi (\varphi )}
da cui, sostituendo e moltiplicando per {\displaystyle {\frac {\sin ^{2}{\theta }}{\Theta \Phi }}} si ottiene:
{\displaystyle \sin ^{2}{\theta }{\frac {\Theta ^{''}}{\Theta }}+\sin(\theta )\cos(\theta ){\frac {\Theta ^{'}}{\Theta }}+l(l+1)\sin ^{2}(\theta )+{\frac {\Phi ^{''}}{\Phi }}=0}
dalla quale si vede che deve essere:
{\displaystyle \sin ^{2}{\theta }{\frac {\Theta ^{''}}{\Theta }}+\sin(\theta )\cos(\theta ){\frac {\Theta ^{'}}{\Theta }}+l(l+1)\sin ^{2}(\theta )=-{\frac {\Phi ^{''}}{\Phi }}={\text{costante}}}
Ricordando poi la condizione di periodicità, la costante di separazione dovrà essere pari a {\displaystyle -\alpha ^{2}} con m numero intero. Si ha dunque come soluzione della parte in {\displaystyle \Phi }:
{\displaystyle \Phi (\varphi )=e^{\pm i\alpha \varphi }}
mentre si vede che la parte in {\displaystyle \Theta (\theta )} deve soddisfare la relazione:
{\displaystyle \sin ^{2}(\theta )\Theta ^{''}+\sin(\theta )\cos(\theta )\Theta ^{'}+{(l(l+1)\sin ^{2}(\theta )-\alpha ^{2})}\Theta =0}.
Per risolvere quest'ultima converrà fare un cambiamento di variabile e sostituire {\displaystyle \cos(\theta )=x} e si ritrova:
{\displaystyle (1-x^{2})^{2}{\frac {\mathrm {d} ^{2}\Theta }{\mathrm {d} x^{2}}}-2x(1-x^{2}){\frac {\mathrm {d} \Theta }{\mathrm {d} x}}+(l(l+1)(1-x^{2})-\alpha ^{2})\Theta =0}
Nella forma:
{\displaystyle {\frac {\mathrm {d} }{\mathrm {d} x}}\left[(1-x^{2}){\frac {\mathrm {d} }{\mathrm {d} x}}P(x)\right]+n(n+1)P(x)=0}
è a sua volta un caso particolare del problema di Sturm-Liouville.